# Великодній виїзд

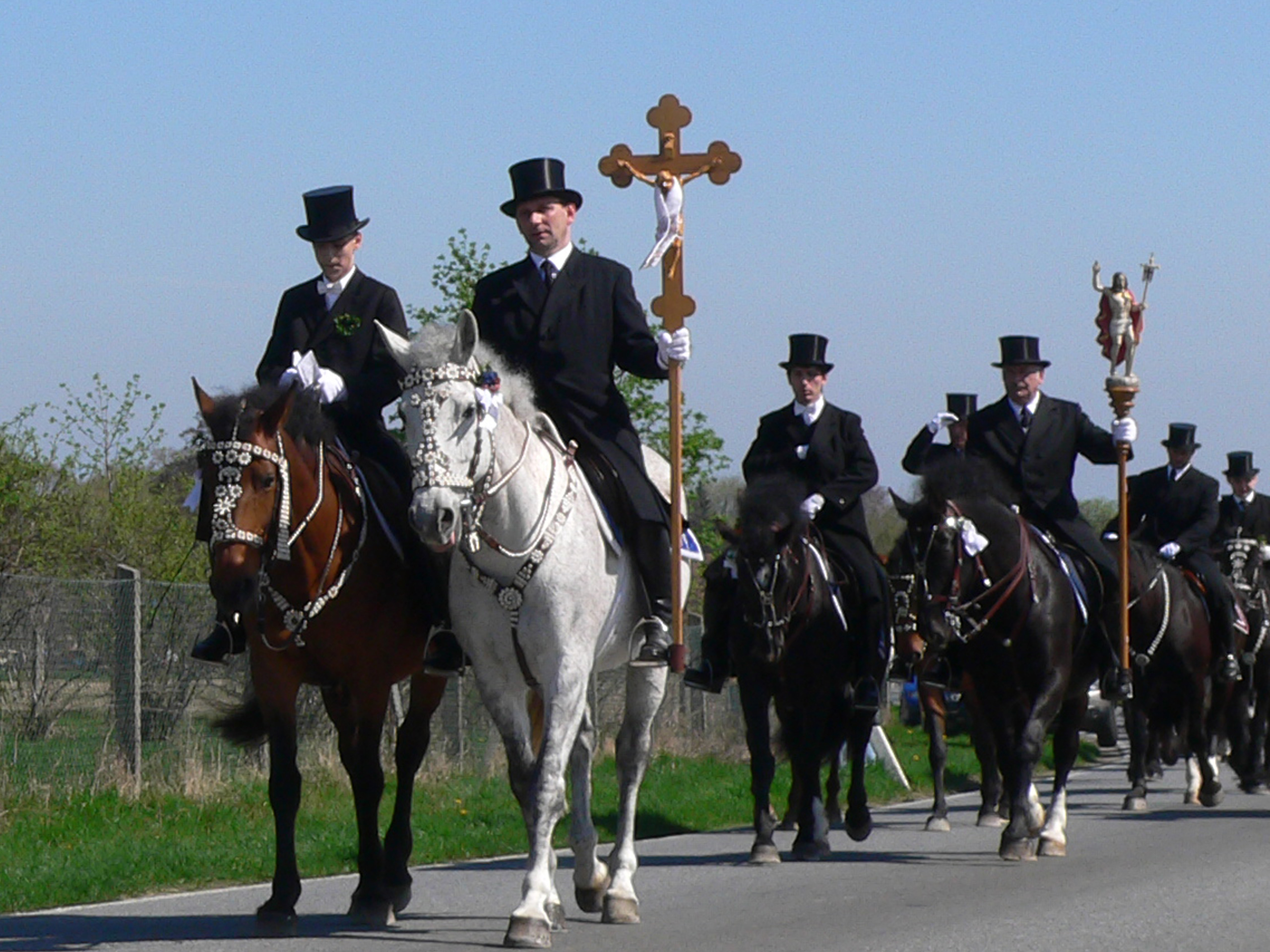
Великодній виїзд. 2009. Старовинний звичай лужицьких сербів.

Великодній виїзд ( Їзда з хрестом, Крижерйо, Остеррайтен ; в.-луж. Křižerjo, Jutrowne jěchanje, нім. Osterreiten) —  великодня  кінна процесія — старовинна традиція  лужицьких сербів, які проживають в  Саксонії і Брандербурзі. Обряд проводиться в  католицькій  Верхній Лужиці, в районі між містами Будишин, Гоєрсверда і Каменц. З кінця 1990-х років традиція відродилася і в  лютеранській  Нижній Лужиці в районі міста Люббенау. Також проводиться в Остріці і в монастирі Марієнталь.
В ході даної релігійної процесії чоловіки з хоругвами і іншими релігійними атрибутами (розп'яття, статуї), верхи на конях відправляються в сусіднє село чи кілька сіл з звісткою про  воскресіння Христа.

## Історія
Вперше про великодню кінну ходу було згадано в 1541 році. Воно проходило між містечком Віттіхенау і селом Ральбіц. Своїм корінням обряд йде в дохристиянський час до древньої традиції місцевого селянського населення ранньою весною об'їжджати на конях навколо своїх наділів землі, здійснюючи тим самим ритуал вигнання з полів злих духів зими. Як і багато інших обряди, цей обряд з плином часу придбав нове значення, а й на початку XXI століття можна спостерігати картину, наприклад, в районі Вотрова, коли рано вранці, ще до початку традиційного кінного ходи, місцеві чоловіки поодинці на конях об'їжджають навколо своїх полів. Одночасно в дорозі може перебувати кілька процесій. Кількість учасників великодніх процесій з плином часу значно коливалося, так в 1974 році в ходах брало участь 487 вершників, а до 2007 року їх кількість вже збільшилась до близько 1700.

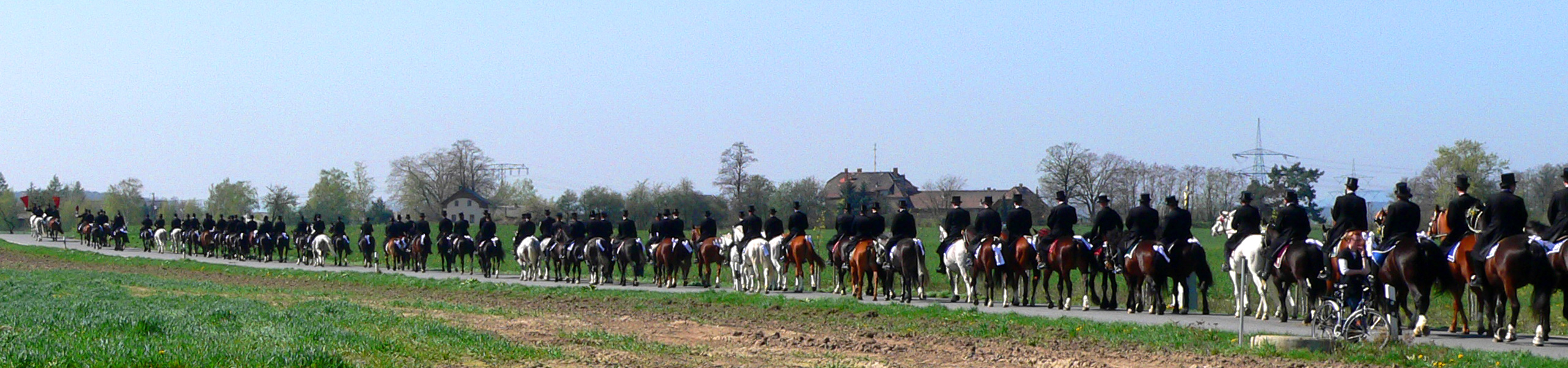

## Порядок проведення

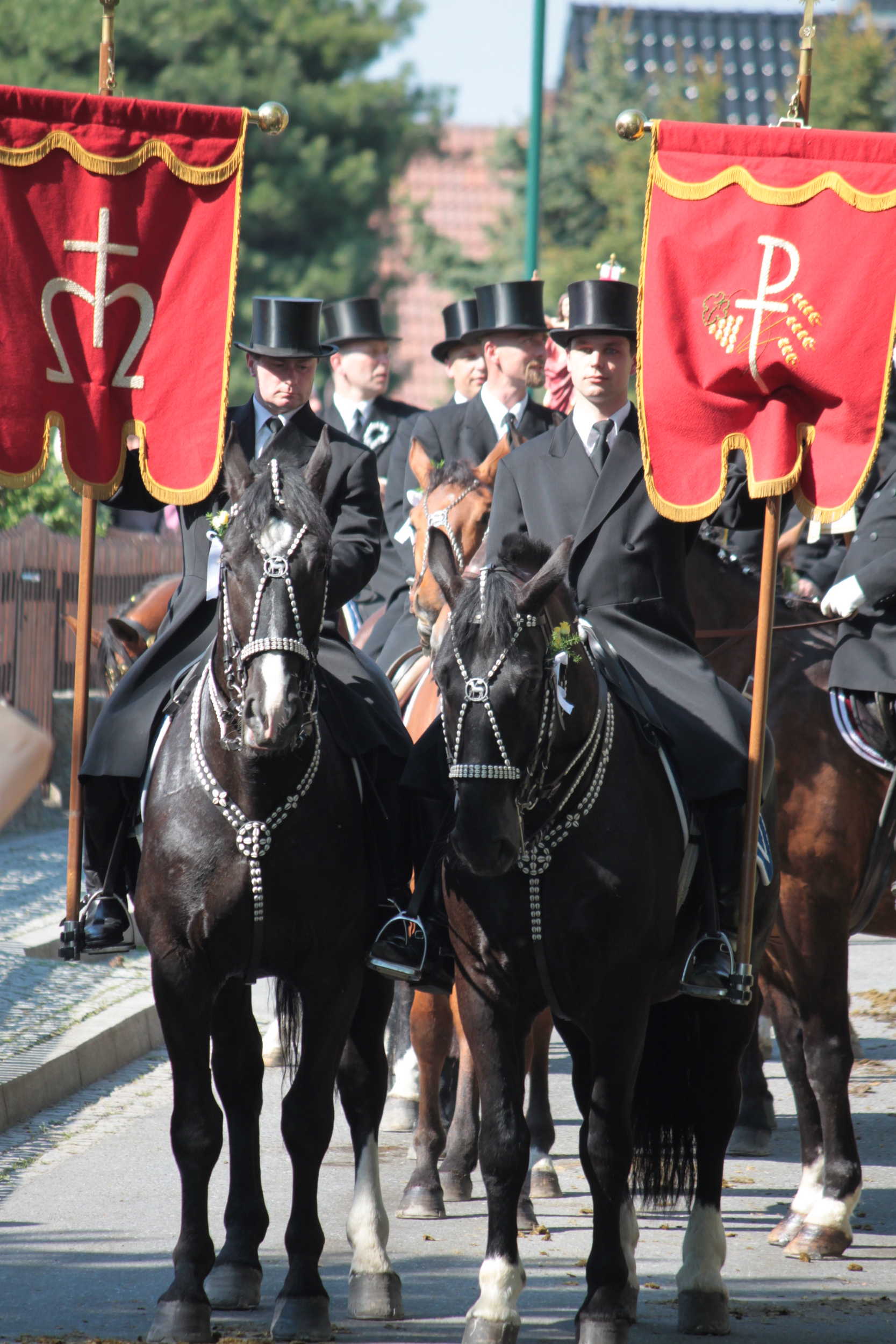

У пасхальну неділю перед початком ходи в церкві населеного пункту, в якому збираються кіннотники, проводиться служба, на якій вони отримують благословення, після чого і вирушають в дорогу. Чоловіки одягнені в чорні фраки, на головах  циліндри. Попереду процесії знаходяться вершники з хоругвами, статуями Христа і хрестами. Як правило організовується також зустрічна хода, тому одночасно можна спостерігати відразу кілька процесій. Маршрути процесій, кожна з яких може складати до сотні вершників, не повинні перетинатися, оскільки, за повір'ям, це може принести нещастя.
По дорозі вершники співають традиційні великодні пісні  лужицькою, іноді  німецькою або  латинською мовами. У кожному населеному пункті, розташованому на шляху, процесія обов'язково під'їжджає до церкви, а при відсутності проїжджає через центральну площу селища. Після прибуття в пункт призначення вершники отримують великодні частування. Перед від'їздом процесії додому в церкві або ж на кладовищі проводиться служба, на закінчення якої священик благословляє вершників на зворотний шлях.
З 1983 року після закінчення великодніх свят у вівторок в церкві святої Катерини в Ральбицях проводиться спільні урочисті богослужіння всіх учасників кінної процесії.

## Процесії
В цей час (2009 р.)  великодні кінні процесії проходять за наступними відносно постійними маршрутами:
- Баутцен — Радібор (без зустрічної процесії)
- Кроствіц — Паншвіц-Кукау
- Небельшюц — Вотров
- Гострики — монастир Марієнталь
- Радібор — Шторха
- Ральбиці — Віттіхенау
- Церквіц — Кляйн Радден (без зустрічної процесії)

Процесія з Віттіхенау єдина, в якій до половини учасників не тільки лужичани.